# Temporada da BAA de 1948–49
A temporada da BAA de 1948-49 foi a terceira e última temporada da Basketball Association of America. Mais tarde naquele ano, a BAA e a National Basketball League se fundiram para criar a National Basketball Association.
O torneio da pós-temporada terminou com o Minneapolis Lakers vencendo o Washington Capitols por 4-2.
A NBA reconhece as três temporadas da BAA como parte de sua própria história, então a BAA de 1948-49 é considerada a terceira temporada da NBA.

## Ocorrências
- Quatro equipes da National Basketball League (Fort Wayne, Indianápolis, Minneapolis e Rochester) juntaram-se à BAA para a temporada de 1948-49.

## Resultados finais

### Divisão Leste
| Equipa                  | V  | D  | %    | JA |
| ----------------------- | -- | -- | ---- | -- |
| Washington Capitols     | 38 | 22 | .609 | -  |
| New York Knicks         | 32 | 28 | .578 | 6  |
| Baltimore Bullets       | 29 | 31 | .453 | 9  |
| Philadelphia Warriors   | 28 | 32 | .355 | 10 |
| Boston Celtics          | 25 | 35 | .306 | 13 |
| Providence Steamrollers | 12 | 48 | .177 | 26 |

### Divisão Oeste
| Equipa               | V  | D  | %    | JA |
| -------------------- | -- | -- | ---- | -- |
| Rochester Royals     | 45 | 15 | .750 | -  |
| Minneapolis Lakers C | 44 | 16 | .733 | 1  |
| Chicago Stags        | 38 | 22 | .633 | 7  |
| St. Louis Bombers    | 29 | 31 | .483 | 16 |
| Fort Wayne Pistons   | 22 | 38 | .367 | 23 |
| Indianapolis Jets    | 18 | 42 | .300 | 27 |

C -  Campeões da NBA

## Lideres em estatística
| Categoria     | Jogador      | Time                | Número |
| ------------- | ------------ | ------------------- | ------ |
| Pontos        | George Mikan | Minneapolis Lakers  | 1,698  |
| Assistências  | Bob Davies   | Rochester Royals    | 321    |
| FG%           | Arnie Risen  | Rochester Royals    | .423   |
| Lances livres | Bob Feerick  | Washington Capitols | .859   |

## Prêmios NBA
- Equipa ideal:
  - Max Zaslofsky, Chicago Stags
  - Bob Davies, Rochester Royals
  - George Mikan, Minneapolis Lakers
  - Jim Pollard, Minneapolis Lakers
  - Joe Fulks, Philadelphia Warriors